# Leptoconops pugnax
Leptoconops pugnax är en tvåvingeart som beskrevs av Clastrier 1973. Leptoconops pugnax ingår i släktet Leptoconops och familjen svidknott.
Artens utbredningsområde är Frankrike. Inga underarter finns listade i Catalogue of Life.